# Atteln

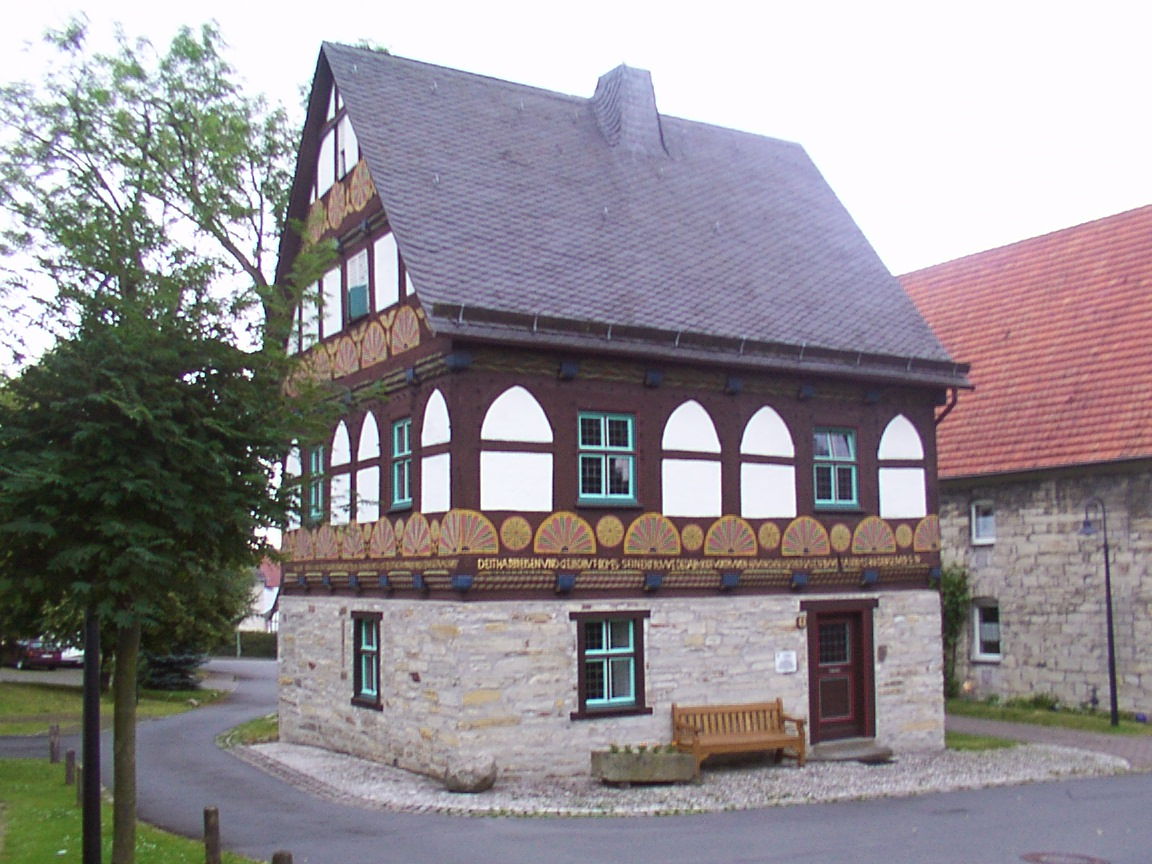
Atteln, l'"Alter Spieker" exemple de maison en colombage (Fachwerk) typique de la Westphalie.

Atteln est une localité de la commune de Lichtenau qui compte environ 1515 habitants en 2007.